# 초한지 (드라마)
《초한지》(중국어 간체자: 楚汉传奇, 정체자: 楚漢傳奇, 병음: Chǔ hàn chuán qí 추한촨치[*], 한자음: 초한전기, 영어: Legend of Chu and Han 레전드 오브 추 앤드 한[*])는 매주 월, 화 밤 12시 50분에 KBS 2TV로 방송되었던 한국방송공사 해외 특별기획 드라마다.

## 기획 의도
중국의 초나라와 한나라의 역사를 다룬 대하드라마다.

## 방송 시간
| 방송 채널 | 방송 기간                          | 방송 시간   | 방송 시간                  |
| --------- | ---------------------------------- | ----------- | -------------------------- |
| KBS 2TV   | 2013년 2월 18일 ~ 2013년 4월 2일   | 매주 월요일 | 화요일 밤 12:50~1:40(50분) |
| KBS 2TV   | 2013년 4월 8일 ~ 2013년 10월 18일  | 매주 월요일 | 화요일 밤 12:40~1:30(50분) |
| KBS 2TV   | 2013년 10월 21일 ~ 2013년 12월 2일 | 매주 월요일 | 화요일 밤 12:50~1:40(50분) |

## 등장 인물
- 진도명: 유방 역
- 허룬둥: 항우 역
- 친란: 여치 역
- 이의효: 우희 역
- 쑨하이잉: 범증 역
- 양리신: 소하 역
- 궈청: 장량 역

## 한국판 성우진(KBS)
- 홍진욱: 유방 역
- 양석정: 항우 역
- 최정현: 여치 역
- 이제인: 우희 역
- 최정호: 장량 역
- 유해무: 범증 역
- 오세홍: 소하 역
- 김석환: 장한 역
- 김준: 진시황 역
- 김정호: 항량 역
- 박영재: 노관 역
- 곽윤상: 번쾌 역
- 유호한: 한신 역